# 박규채
박규채(朴圭彩 1938년 12월 15일~2023년 7월 1일)는 대한민국의 배우이다. 아호(雅號)는 범농(凡農)이다.
1957년 연극배우 첫 데뷔하였고 1961년 MBC 문화방송 라디오 방송 특채 성우 데뷔하였으며 이듬해 1962년 서울중앙방송 공채 탤런트로 정식 연기자 데뷔하였다. 문화방송 탤런트실 실장, 영화진흥위원회 위원장, 배재대학교 교수, 한남대학교 교수 등을 역임하였으며 평론가로도 활동하였다.
배우로 활발히 활동하던 1987년 대한민국 제13대 대통령 선거에서 김영삼 야당 총재 지지 TV 연설을 하는 바람에 약 1년 동안 TV 출연이 봉쇄되는 시련을 겪기도 했다.
2023년 7월 1일, 폐렴으로 84세의 나이로 별세하였다.

## 학력
- 양정고등학교 졸업
- 고려대학교 농학과 학사
- 고려대학교 대학원 국어국문학과 문학 석사
- 고려대학교 자연자원대학원 자연과학 석사
- 경희대학교 경영대학원 경영학 석사

## 주요 출연작

### 텔레비전 드라마
- X 수색대(MBC)
- 우주탐험대(MBC)
- 거인의 숲(MBC)
- 최후의 증인(MBC)
- 오똑이분대(MBC)
- 나리집(MBC)
- 제1공화국(MBC) - 이기붕 역
- 새아씨(MBC)
- 남강 이승훈(MBC)
- 공주갑부 김갑순(MBC) - 김갑순 역
- 전원일기(MBC) - 박 면장 역 / 941회 김회장 친구역
- 박순경(MBC) - 박순경 역
- 황진이(MBC)
- 야망의 25시(MBC) - 김유장 역
- 억새풀(MBC) - 윤경순 역
- 님 (MBC)
- 사랑과 야망(MBC) - 홍조의 아버지 역
- 제2공화국(MBC) - 이기붕 역
- 제5열(MBC) - 대선후보 장연기 역
- 조선왕조 오백년 - 대원군(MBC)
- 그 여자(MBC) - 이규만 역
- 금잔화(SBS) - 조자경 매형 역
- 마포 무지개(MBC)
- 폭풍의 계절(MBC)
- 지붕 위의 남자(KBS1)
- 3김시대(SBS)
- 그 여자(SBS) - 시아버지 역
- 제5공화국(MBC) - 김정렬 역
- 제3공화국(MBC) - 김성곤 역
- 연개소문(SBS) - 이연 역
- 코리아게이트(SBS) - 신현확 역

### 영화
- 번개아텀 - 1971년(게르만)

- 즐거운 나의 집 - 1973년
- 로보트 태권 브이 - 1976년(카프박사)
- 혈육애 - 1976년
- 상처 - 1989년
- 동경 아리랑 - 1990년
- 그들도 우리처럼 - 1990년
- 독재소공화국 - 1991년
- 세상은 살만큼 아름답다 - 1992년
- 할렐루야 - 1997년(특별출연)
- 여고생 시집가기 - 2004년(특별출연)
- 소수의견 - 2015년(대한변호사협회 징계위원회 위원장 명교수 역)
- 죽여주는 여자 - 2016년

### CF 광고
- 바이엘코리아 탈시드
- 삼성제약 디판토(김용림과 함께 출연)
- 녹십자 그린 스위트
- 유한양행 리카바
- 농협중앙회
- 부광약품 파로돈탁스

## 이외 이력
- 자유민주연합 당무위원 겸 문화예술행정특임위원(1995년)